# Charikar
Charikar (persiano: چاریکار, pronunciato Chârikâr) è la principale città della valle del Kohdaman nonché capitale della provincia di Parvan in Afghanistan settentrionale. La città si trova 69 km a nord di Kabul. Charikar è all'entrata della vallata del Panjshir, dove le pianure Shamali incontrano le pendici dell'Hindu Kush. Buona parte della popolazione cittadina è composta da Tagiki. Charikar è nota per le sue ceramiche e per le uve di alta qualità.

## Storia
Si dice che Charikar sia stata fondata in tempi antichi da Jamshid (re Yama) e poi rifondata in seguito dal re dell'impero Kushan, Kanishka.
All'inizio del XIX secolo divenne un fiorente centro di commercio che ospitava migliaia di abitanti.
Charikar fu un importante centro strategico nel corso della prima guerra anglo-afghana dove, nel 1841, fu massacrata una guarnigione britannica. La provincia fu conquistata dai Pashtun durante l'espansione dell'impero Durrani. Durante l'invasione sovietica dell'Afghanistan la zona attorno a Charikar fu scossa da numerosi conflitti.